# Leith Library
Leith Library est l'une des 28 bibliothèques d'Édimbourg librement accessibles. C'est un bâtiment classé de catégorie B. situé à Leith, dans la partie nord de la ville, au pied de Ferry Road, non loin de Great Junction Street et North Great Junction Street. 

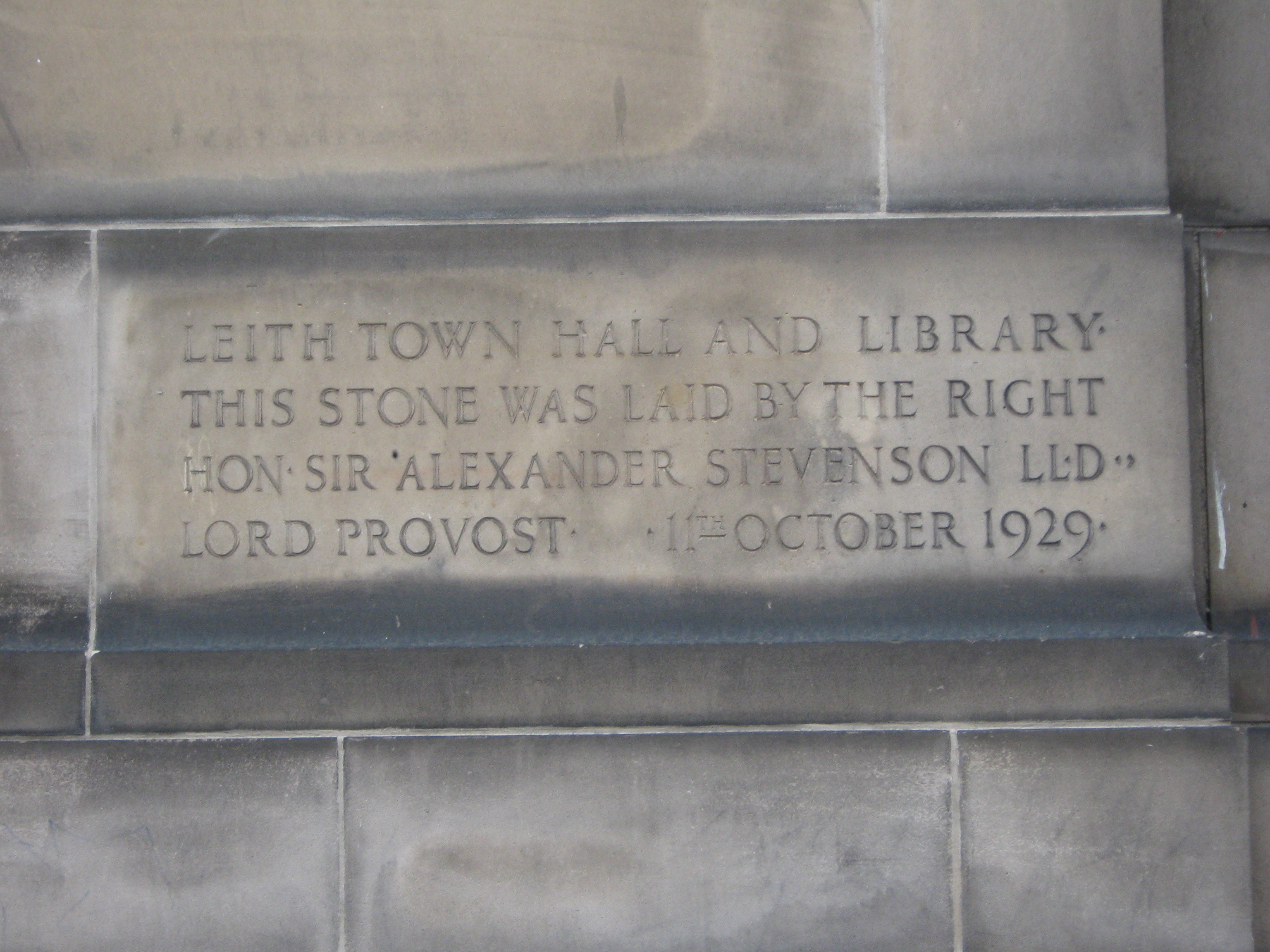
Pierre de datation

La pierre marquant la première phase de construction a été posée par le Lord Provost d'alors, Alexander Stevenson, en 1929  Le bâtiment a subi des dommages causés par les bombes en 1941, mais a ensuite été restauré et rouvert en 1955 . 

## Bibliothèque et usages
La bibliothèque est actuellement[Quand ?] ouverte six jours par semaine et, en plus de la collection de livres, offre aux visiteurs un accès informatique, une salle communautaire à louer, un espace d'exposition public, un groupe de tricot et un cours / atelier hebdomadaire d'artisanat pour enfants. 
Le MSP[Quoi ?] local Ben Macpherson organise également des chirurgies[Quoi ?] au sein de la bibliothèque  et le bureau du registraire local jouxte le bâtiment principal de la bibliothèque. À l'arrière du bâtiment se trouve le théâtre Leith. 
Comme toutes les bibliothèques de la ville, la bibliothèque publique de Leith utilise le système de classification de la Bibliothèque du Congrès pour sa collection pour adultes. En 1974, Édimbourg est la seule région du Royaume-Uni où les bibliothèques publiques utilisent le système de classification américain. Les livres pour enfants et certaines œuvres non anglaises sont indexés à l'aide du schéma de classification décimale Dewey. 